# Relax, Take It Easy
Relax, Take it Easy – pierwszy singel promujący debiutancki album Miki - "Life in Cartoon Motion"
Utwór wykorzystany był w reklamie sieci komórkowej Era.

## Remiksy
Powstało wiele remiksów do tego utworu. Najbardziej znanym jest remix DJ-a Bacon, gdzie zamiast normalnego podkładu występuje podkład z utworu Nelly Furtado Say It Right.

## Lista Remiksów
- Nelly Furtado vs Mika - Relax, Say It Right (DJ Bacon Take It Easy Remix)
- Mika - Relax Take It Easy (Tony Moran & Warren Rigg Mix)
- Mika - Relax Take It Easy (v1r00z Remix)
- Mika - Relax Take It Easy (Ashley Beedless Castro Vocal Disco Mix)
- Mika - Relax Take It Easy (Sergio Deejay Remix)
- Mika - Relax Take It Easy (D-Bitss! Remix)
- Mika - Relax Take It Easy (Mike McPower Remix)
- Mika - Relax Take It Easy 2007 (JMZ Remix)
- Mika - Relax Take It Easy (Dai0 Remix)
- Mika - Relax Take It Easy (Pumpin' Masterz Remix)
- Mika - Relax Take It Easy (Raindropz Remix)
- Mika - Relax Take It Easy (DJ Maarach Rilassto Remix)
- Mika - Relax Take It Easy (DJ Sveta & DJ Baur Club Mix)
- Mika - Relax Take It Easy (R-LAX Remix)
- Mika - Relax Take It Easy (Roman Polak Neo Mix)
- Mika - Relax Take It Easy (Richard Kay Remix)
- Mika - Relax Take It Easy (Dennis Christopher Remix)
- Mika - Relax Take It Easy (Energy 2000 Mix)
- Mika - Relax Take It Easy (Gabry Ponte Remix)

Wśród artystów którzy zremiksowali utwór znajdują się polscy DJ-e, m. in Mike McPower czy klub Energy 2000.